# Queen Rock Montreal
A Queen Rock Montreal a brit Queen együttes 1981. november 24-én és 25-én Montréalban, a Montreal Forumban adott koncertjének felvétele. 
Ausztráliában 2007. október 28-án, Európában október 29-én, Amerikában október 30-án jelent meg dupla CD-n.

## Az album dalai
Első lemez:
1. Intro – 1:59
2. We Will Rock You (gyors) (Brian May) – 3:06
3. Let Me Entertain You (Freddie Mercury) – 2:48
4. Play the Game (Mercury) – 3:57
5. Somebody to Love (Mercury) – 7:53
6. Killer Queen (Mercury) – 2:00
7. I’m in Love with My Car (Roger Taylor) – 1:59
8. Get Down, Make Love (Mercury) – 2:03
9. Save Me (Mercury) – 4.14
10. Now I’m Here (May) – 5:31
11. Dragon Attack (May) – 3:11
12. Now I'm Here (Reprise)"" – 1:53
13. Love of My Life (Mercury) – 3:56

Második lemez:
1. Under Pressure (Queen & David Bowie) – 3:50
2. Keep Yourself Alive (May) – 3:29
3. Dobszóló – 3:00
4. Gitárszóló – 5:11
5. Flash (May) – 2:11
6. The Hero (May) – 1:51
7. Crazy Little Thing Called Love (Mercury) – 4:15
8. Jailhouse Rock (Jerry Leiber, Mike Stoller) – 2:32
9. Bohemian Rhapsody (Mercury) – 5:28
10. Tie Your Mother Down (May) – 3:52
11. Another One Bites the Dust (John Deacon) – 4:00
12. Sheer Heart Attack (Taylor) – 3:53
13. We Will Rock You (May) – 2:09
14. We Are the Champions (Mercury) – 3:27
15. God Save the Queen (felvételről) (May) – 1:27

## Videó
A koncertalbum megjelenésével egyidőben a filmfelvételek is megjelentek feljavított DVD kiadásban, ugyancsak Queen Rock Montreal címen, habár a koncert videófelvételének korábbi változata már 2001-ben megjelent We Will Rock You címmel VHS-en és DVD-n. A kiadványnak létezik egy extra változata, amelynek második lemezén az együttes 1985. július 13-i Live Aid előadása, interjúk, és egyéb extrák találhatók meg. A videó a második helyet érte el a brit DVD eladási listán, és aranylemez minősítést kapott.

### A kiadvány dalai
Első lemez:
1. Intro – (2:04)
2. We Will Rock You (gyors) – (3:06)
3. Let Me Entertain You – (3:03)
4. Play the Game – (3:54)
5. Somebody to Love – (7:38)
6. Killer Queen – (2:00)
7. I'm in Love With My Car – (2:02)
8. Get Down Make Love – (4:53)
9. Save Me – (4:07)
10. Now I'm Here – (5:29)
11. Dragon Attack – (3:14)
12. Now I'm Here (Reprise) – (2:00)
13. Love of My Life – (3:44)
14. Under Pressure – (3:42)
15. Keep Yourself Alive – (3:33)
16. Dobszóló – (3:03)
17. Gitárszóló – (5:22)
18. Crazy Little Thing Called Love – (4:16)
19. Jailhouse Rock – (2:46)
20. Bohemian Rhapsody – (5:30)
21. Tie Your Mother Down – (3:48)
22. Another One Bites the Dust – (4:01)
23. Sheer Heart Attack – (3:54)
24. We Will Rock You – (2:11)
25. We Are the Champions – (3:25)
26. God Save the Queen – (2:18)

Bónuszlemez:
- Live Aid, 1985. július 13.

1. Bohemian Rhapsody (Mercury)
2. Radio Ga Ga (Taylor)
3. Hammer to Fall (May)
4. Crazy Little Thing Called Love (Mercury)
5. We Will Rock You (May)
6. We Are the Champions (Mercury)

## Eladási minősítések
| Ország            | Eladási minősítés | Eladás |
| ----------------- | ----------------- | ------ |
| Ausztrália (ARIA) | arany             | 7 500+ |